# Sucre (Yaracuy)
Sucre è un comune del Venezuela situato nello Stato di Yaracuy.
Il capoluogo del comune è la città di Guama.